# Slovenski prevodi Svetega pisma
Slovenski prevodi Svetega pisma imajo svoj začetek v 16. stoletju, ko so si protestanti prizadevali Sveto pismo uvesti v bogoslužje, da bi ga ljudje lahko prebirali v domačem jeziku. Ključno vlogo sta imela zlasti Primož Trubar in Jurij Dalmatin.
Od takrat pa do danes se je zvrstilo precejšnje število prevodov, sprva protestantskih, nadalje katoliških, danes pa ekumenskih, saj pri prevajanju sodelujejo tudi druge krščanske skupnosti, ki so dejavne v Sloveniji.
Slovenski oziroma Dalmatinov prevod si skupaj z islandskim deli 14. mesto na svetu. Sledi namreč poljskemu prevodu iz leta 1561. Za slovenskim so uvrščeni med drugimi finski, romunski in portugalski, med novejšimi pa hrvaški (1831), slovaški (1832), norveški (1834), bolgarski (1864), ruski (1867), srbski (1868) in tako dalje.

## Zgodovina prevajanja
Prve drobce svetopisemskih prevodov najdemo že v Brižinskih spomenikih, kjer sta dva neposredna navedka (I, 33-35 = Mt 25,34; II, 44-56 = Mt 25,35) ter več literarnih namigov. Še bolj to velja za Celovški in Starogorski rokopis, saj sta njuna prva dva dela pravzaprav prevoda svetopisemskih besedil Oče naš (Mt 6,9-13) in Zdrava Marija (Lk 1,28.42).
Trubar je prvi prevod bibličnega odlomka vključil že v svoj Katekizem, in sicer zgodbo o stvarjenju človeka. Leta 1555 je prevedel Evangelij po Mateju, kasneje pa še Psalme in celotno Novo zavezo (1582) kot dopolnjen ponatis prejšnjih izdaj. Na njegove prevode se je oprl Krčan Jurij Dalmatin, ki je s prevajanjem celotne knjige končal že 1578, vendar je bila zaradi različnih zapletov natisnjena šele pet let pozneje, natančneje od 28. maja do 9. novembra 1583 v Wittenbergu na Nemškem. Knjiga sicer nosi letnico 1584.
Po Dalmatinovi bibliji, ki so jo po posredovanju ljubljanskega škofa Tomaža Hrena pri papežu smeli uporabljati katoliški duhovniki, je jezuit Janez Čandek priredil celotni slovenski lekcionar – knjigo z mašnimi berili (Evangelia inu lystuvi, 1612).
Za prekmurske protestante je 1771 pastor Štefan Küzmič prevedel Novo zavezo iz grškega izvirnika – Septuaginte v prekmurščino. Jezikovno se je nanj naslonil tudi katoliški duhovnik Mikloš Küzmič, ki je evangelije 1780 prevedel iz latinske Vulgate. Po številnih ponatisih so sredi 19. stoletja v narečje prevedli še Psalme ali Knige 'zoltárszke.
Prvi katoliški prevod celotnega Svetega pisma je ob koncu 18. stoletja priskrbela skupina ljubljanskih duhovnikov okrog škofa Karla Janeza Herbersteina. Najbolj znan prevajalec je bil Jurij Japelj, sodelovala pa sta še Blaž Kumerdej in Jožef Škrinjar. Tretji celotni prevod je nastal po zaslugi ljubljanskega škofa Antona Alojzija Wolfa. Glavno delo je s sodelavci opravil Jurij Volc (Wolfova Biblija).
Največ prevodov v slovenščino je nastalo v 20. stoletju, ko so se začeli pojavljati tudi neodvisni delni prevodi, na primer prevod Josipa Stritarja ali pesniški prevod Simona Gregorčiča. Drugi protestantski prevod je leta 1914 pripravil Čeh Antonín Chráska, sredi stoletja pa je škofijski ordinariat v Mariboru v uredništvu Jakoba Aleksiča izdal komentirano celotno Sveto pismo v štirih knjigah, znano pod imenom Mariborska izdaja. Izdaja je služila kot osnova za Ekumensko izdajo iz leta 1974, ki je namenjena tako katoličanom kot protestantom.
Ob 400-letnici Dalmatinove Biblije je izšel tako imenovani Jubilejni prevod Nove zaveze s komentarji pod vodstvom Jožeta Krašovca in Franceta Rozmana. V žepni obliki so ga leta 1990 z opombami izdale še Združene biblične družbe. Jože Krašovec je vodil tudi ekumensko izdajo Slovenskega standardnega prevoda, ki je bil prvič izdan leta 1996.

## Celotni prevodi
V slovenščino je bilo celotno Sveto pismo prevedeno osemkrat, pri čemer je zadnji prevod pod naslovom Jeruzalemska izdaja izšel leta 2024.
1. Sveto pismo (Jurij Dalmatin), DAL, 1583 (protestantski prevod, v knjigi je letnica izdaje 1584)
1.1. Novi testament, 2017 (prevod v sodobno slovenščino, brez oštevilčenih vrstic)
2. Sveto pismo (Jurij Japelj), JAP, 1784–1802 (katoliški prevod); prevod je izhajal po posameznih zvezkih:
2.1. Zvezek 1, 1784 (evangeliji)
2.2. Zvezek 2, 1786 (Apd, pisma apostolov, Raz)
2.3. Zvezek 3, 1791 (1–2 Mz)
2.4. Zvezek 4, 1791 (3–5 Mz)
2.5. Zvezek 5, 1796 (Joz, Sod, Rut)
2.6. Zvezek 6, 1798 (Ps)
2.7. Zvezek 7, 1798 (modrostne knjige)
2.8. Zvezek 8, 1800 (mali preroki, 1–2 Mkb)
2.9. Zvezek 9, 1801 (1–2 Krn)
2.10. Zvezek 10, 1801 (Ezr, Neh, Tob, Jud, Est, Job)
2.11. Zvezek 11, 1802 (1–4 Kr)
2.12. Zvezek 12, 1802 (Iz, Jer)
2.13. Zvezek 13, 1802 (Bar, Ezk, Dan)
3. Sveto pismo (Anton Alojzij Wolf), WOL, 1856–1859 (katoliški prevod; ljubljanski škof Anton Alojzij Wolf je bil samo pobudnik in promotor prevajanja); prevod je izhajal po posameznih zvezkih:
3.1. Zvezek 1, 1856 (evangeliji, Apd)
3.2. Zvezek 2, 1856 (pisma apostolov, Raz)
3.3. Zvezek 3, 1857 (1–5 Mz, Joz)
3.4. Zvezek 4, 1857 (Sod, Rut, 1–4 Kr, 1–2 Krn, Ezr, Neh, Tob, Jud, Est)
3.5. Zvezek 5, 1858 (Job, Ps, Prg, Prd, Vp, Mdr, Sir)
3.6. Zvezek 6, 1859 (Iz, Jer, Žal, Bar, Ezk, Dan, Oz, Jl, Am, Abd, Jon, Mih, Nah, Hab, Sof, Ag, Zah, Mal, 1–2 Mkb)
4. Sveto pismo (Antonín Chráska), CHR, 1914 (drugi protestantski prevod, brez devterokanoničnih knjig)
4.1. Sveto pismo (Antonín Chráska), 2017 (pravopisno popravljena izdaja s popravljenim oštevilčevanjem vrstic)
4.2. Sveta Pisanja (Leon Grabenšek), ACLG, 2023–2024 (revidiran Chráskov prevod, izdan v samozaložbi)
5. Sveto pismo (Mariborska izdaja), MAR, 1959–1961 (katoliški prevod); prevod je izhajal po posameznih zvezkih:
5.1. Zvezek 1, 1959 (1–5 Mz, Joz, Sod, Rut, 1–4 Kr, 1–2 Krn)
5.2. Zvezek 2, 1959 (Ezr, Neh, Tob, Jud, Est, 1–2 Mkb, Job, Ps, Prg, Prd, Vp, Mdr, Sir)
5.3. Zvezek 3, 1960 (Iz, Jer, Bar, Ezk, Dan, Oz, Jl, Am, Abd, Jon, Mih, Nah, Hab, Sof, Ag, Zah, Mal)
5.4. Zvezek 4, 1961 (evangeliji, Apd, pisma apostolov)
5.0.1. Sveto pismo (Ekumenska izdaja), EKU, 1974 (predelana in popravljena različica Mariborskega Svetega pisma, pri kateri so sodelovali tudi protestanti)
6. Sveto pismo (Slovenski standardni prevod), SSP, 1996 (ekumenski prevod)
6.1 Jubilejni prevod Nove zaveze, JUB, 1984 (izdaja Nove zaveze ob 400-letnici izida Dalmatinove biblije, revidiran prevod postal leta 1996 del Standardnega prevoda)
7. Sveto pismo (prevod novi svet), 2009 (prevod Jehovovih prič, iz angleščine, brez devterokanoničnih knjig)
7.1 Sveto pismo (prevod novi svet), 2021, revidiran prevod
8. Sveto pismo (Jeruzalemska izdaja), SPJ, 2024 (uradni prevod Rimskokatoliške cerkve v Sloveniji; uvodi, opombe in druga spremna besedila so prevedena in prirejena po francoski Jeruzalemski izdaji ter dopolnjena); pred izdajo v enotni knjigi je prevod izhajal po posameznih zvezkih:
8.1. Nova zaveza in Psalmi, 2010
8.2. Modrostne in preroške knjige, 2013
8.3. Peteroknjižje, 2014
8.4. Zgodovinske knjige, 2015
8.5. Zgodovinske knjige: Drugi del, 2019

## Delni prevodi
- Nova zaveza in Psalmi (Primož Trubar), TRB, 1555–1582 (protestantski).[5]
- Nova zaveza in Psalmi (Josip Stritar), STR, 1882 (po mnenju katolikov protestantski).[5]
- Pesniški prevodi Simona Gregorčiča: 1904 (Job in Ps 118), 1944 (Žal).[5]
- Življenje z Jezusom – Nova zaveza v sodobnem jeziku, ŽJ, 2012–2019 (ekumenski prevod); izhaja v zvezkih:[6]

- Zvezek 1, 2012 (Lk, Kol, Jak, 1 Jn)
- Zvezek 2, 2013 (Apd, 2 Jn, 3 Jn)
- Zvezek 3, 2015 (Mr)
- Zvezek 4, 2019 (Mt)

- Zaživi, 2008 (Nova zaveza za mlade – izdaja za dekleta); Zažgi, 2014 (izdaja za fante)

### Prevodi v prekmurščino
- Nouvi Zákon (Štefan Küzmič, evangeličanski pastor), 1771 (Nova zaveza, izdana na Ogrskem, predstavlja prvi temelj prekmurskega knjižnega jezika)
- Szvéti evangyeliomi (Mikloš Küzmič, rimskokatoliški duhovnik), 1780 (odlomki iz katoliškega Svetega pisma)
- Sztároga i nouvoga testamentoma szvéte histórie krátka summa (Mikloš Küzmič), 1796 (prevod nekaterih zgodb iz Stare zaveze)
- Mála historia bibliszka (Janoš Kardoš, evangeličanski pastor), 1840
- Dvakrat 52 Bibliszke Historie (Aleksander Terplan, evangeličanski pastor), 1847 (zgodbe iz evangeličanske Stare zaveze)
- Knige 'zoltárszke (Aleksander Terplan), 1848 (Ps)
- Zgodbe Sztároga i Nóvoga Zákona (Štefan Selmar, rimskokatoliški duhovnik), 1873
- Mála biblia z-kejpami (Peter Kolar, rimskokatoliški duhovnik), 1897
- Moses i Josua (Janoš Kardoš), 1929 (1–5 Mz, Joz)